# Adriano Maggiani
Adriano Maggiani (* 1943 in La Spezia; † 30. Mai 2025 in Florenz) war ein italienischer Archäologe und Etruskologe. Er lehrte als Professor für Klassische Archäologie an der Ca’-Foscari-Universität von Venedig.

## Leben und Werk
Maggiani schloss sein Studium der Archäologie in Pisa ab und spezialisierte sich an der Italienischen Archäologischen Schule von Athen (Scuola Archeologica Italiana di Atene). Seit 1975 war Maggiani Archäologe bei der Archäologischen Oberaufsicht der Toskana (Soprintendenza archeologica della Toscana). 1990 wurde er Professor an der Ca’-Foscari-Universität von Venedig. Von 1998 bis 2002 war er Direktor des Instituts für italienische etruskische Archäologie (Istituto per l’archeologia etrusco italica) des Nationalen Forschungsrats (Consiglio Nazionale delle Ricerche CNR).
Maggiani führte Ausgrabungen in der Türkei, in Kalabrien, im Latium und vor allem in der Toskana durch. Er setzte sich insbesondere mit Problemen der Bestattungsarchitektur und Skulptur, der etruskischen Religion und Epigraphik auseinander sowie mit Aspekten der Kunst und Kultur der vorrömischen Ligurer und Veneter.
Maggiani lieferte einen grundlegenden Überblick über die Probleme der Lesung und Interpretation der Tabula Cortonensis und der Götternamen auf der Bronzeleber von Piacenza. Für das Corpus Inscriptionum Etruscarum (CIE), eine Sammlung antiker etruskischer Inschriften, verfasste er den Band 3, 4 (Tit. 11539–12113). Zum Thesaurus Cultus et Rituum Antiquorum (ThesCRA), einem mehrbändigen Nachschlagewerk zu den religiösen Kulten und Riten der Antike, lieferte Maggiani einige Beiträge.

## Veröffentlichungen (Auswahl)
- Aska Eleivana. In: Studi Etruschi. 40, 1971, S. 183–187.
- La Bottega dell’urna Guarnacci 621. Osservazioni su una fabbrica volterrana del I sec. a. C. Florenz 1976.
- Qualche osservazione sul fegato di Piacenza. In: Studi Etruschi. 50, 1982 (1984), S. 53–88.
- Progetto Etruschi. Artigianato artistico in Etruria. Volterra e Chiusi, 18 maggio – 20 ottobre 1985. Electa, Mailand 1985.
- mit Enrico Pellegrini: La media Valle del Fiora dalla preistoria alla romanizzazione. Comunità Montana Zona S colline del Fiora 1985.
- Artigianato artistico. L’Etruria settentrionale interna in eta ellenistico. Electa, Mailand 1985.
- La situazione archeologica dell’Etruria settentrionale. In: Crise et transformations des sociétés archaïques de l'Italie antique au Ve siècle av. J.-C. Rom 1990, S. 23–49 (online).
- Réflexions sur la religion étrusque primitive. De l’époque villanovienne à l’époque archaïque. In: Les Étrusques, les plus religieux des hommes. État de la recherche sur la religion étrusque. Paris 1997, S. 431–447.
- Vasi attici figurati con dediche a divinità etrusche. L’Erma di Bretschneider, Rom 1997, ISBN 8876890696.
- mit Adriana Emiliozzi (Hrsg.): Caelatores. Incisori di specchi e ciste tra Lazio ed Etruria. Atti della giornata di studio, Roma, 4 maggio 2001. Consiglio Nazionale delle Ricerche, Rom 2002.
- mit Maristella Pandolfini (Hrsg.): La Tabula Cortonensis e il suo contesto storico-archeologico. Atti dell’incontro di studio, 22 giugno 2001. Consiglio Nazionale delle Ricerche, Rom 2002.
- Corpus Inscriptionum Etruscarum. Band 3, Faszikel 4: Tit. 11539–12113: Inscriptiones in instrumento et Rusellis et Vetuloniae et in earum agris repertae. Consiglio Nazionale delle Ricerche, Rom 2004.
- La divinazione in Etruria. In: Thesaurus Cultus et Rituum Antiquorum. Bd. 3, 2005, S. 52–78.
- La preghiera in Etruria. In: Thesaurus Cultus et Rituum Antiquorum. Bd. 3, 2005, S. 142–150.
- Auvele Feluskes. Della stele di Vetulonia e di altre dell’Etruria settentrionale. In: Rivista di Archeologia. Bd. 31, 2007, S. 67–75. (online)
- mit Giovannangelo Camporeale (Hrsg.): Volterra. Alle origini di una città etrusca. Atti della giornata di studio in memoria di Gabriele Cateni, Volterra, 3 ottobre 2008. F. Serra, Pisa 2009, ISBN 9788862272131.